# Internazionali Femminili di Palermo 1998
Internazionali Femminili di Palermo 1998 — жіночий тенісний турнір, що проходив на відкритих кортах з ґрунтовим покриттям у Палермо (Італія). Належав до турнірів 4-ї категорії в рамках Туру WTA 1998. Це був 11-й турнір і тривав з 13 липня до 19 липня 1998 року. Перша сіяна Патті Шнідер здобула титул в одиночному розряді й заробила 17,7 тис. доларів.

## Фінальна частина

### Одиночний розряд
Патті Шнідер —  Барбара Шетт 6–1, 5–7, 6–2
- Для Шнідер це був 5-й титул в одиночному розряді за сезон і 5-й — за кар'єру.

### Парний розряд
Павліна Стоянова /  Елена Вагнер —  Барбара Шетт /  Патті Шнідер 6–4, 6–2
- Для Стоянової це був єдиний титул за сезон і 1-й — за кар'єру. Для Вагнер це був єдиний титул за сезон і 3-й — за кар'єру.